# Natalja Lwowna Delone

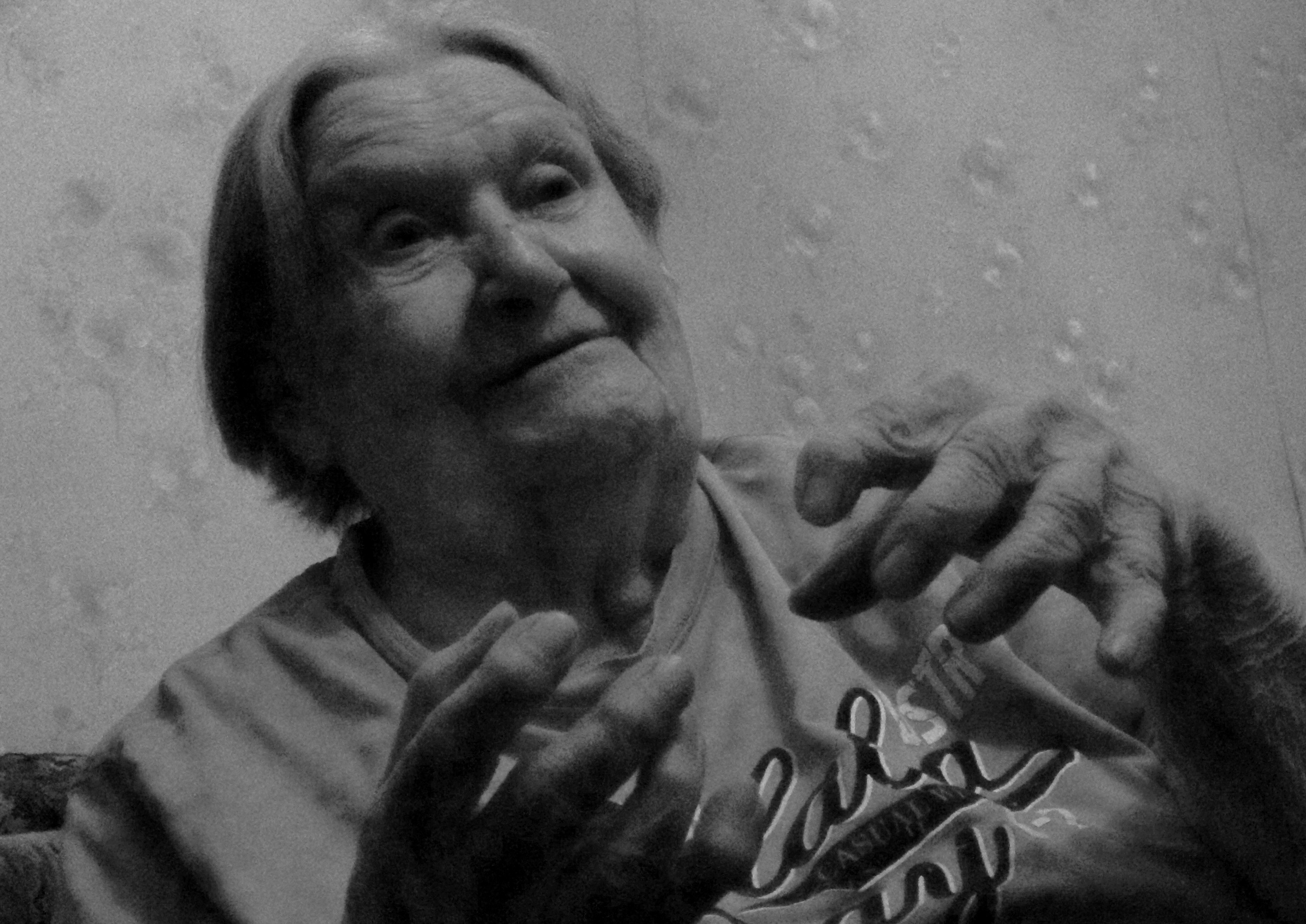
Natalja Lwowna Delone (28. Dezember 2018)

Natalja Lwowna Delone (russisch Наталья Львовна Делоне; * 4. November 1923 in Tiflis; † 23. Juli 2024 in Moskau) war eine sowjetische Genetikerin und Hochschullehrerin.

## Leben
Delone stammte aus der französischen Adelsfamilie Delaunay. Einer ihrer Vorfahren war der letzte Kommandant der Bastille Bernard-René Jordan de Launay. Delones Eltern waren der Botaniker und Genetiker Lew Nikolajewitsch Delone und seine Frau Wera Alexandrowna geborene Ptizyna (1895–1968), die mit der Familie Nikolai Iwanowitsch Wawilows befreundet waren. 1928 kam Delone mit ihren Eltern in die Ukraine. Während des Deutsch-Sowjetischen Kriegs war die Familie zunächst in Saratow und dann in Kattakurgan in Usbekistan evakuiert.
1946 schloss Delone ihr Studium am Landwirtschaftsinstitut Charkow als Spezialistin für Züchtung ab und arbeitete dann in Moskau. In den Jahren 1948–1956, als nach der von den Anhängern Lyssenkos beherrschten Tagung der Sowjetischen Akademie für Landwirtschaftswissenschaften im August 1948 die Genetik als „bourgeoise Pseudowissenschaft“ galt, musste Delone ihre experimentellen Forschungsarbeiten zeitweise unterbrechen. 1955 unterschrieb sie den Brief der 300 an das Politbüro der Kommunistischen Partei der Sowjetunion, in dem führende sowjetische Wissenschaftler den Zustand der Biologie in der UdSSR schilderten und den Lyssenkoismus deutlich kritisierten und der zum Rücktritt Lyssenkos von seinem Amt als Präsident der Sowjetischen Akademie für Landwirtschaftswissenschaften führte. Auch seine Unterstützer verloren ihre Ämter, so dass der Lyssenkoismus sein Ende fand.
Delone arbeitete im Institut für Zytologie, Histologie und Embryologie (seit 1975 Kolzow-Institut für Entwicklungsbiologie) der Akademie der Wissenschaften der UdSSR (AN-SSSR, seit 1991 Russische Akademie der Wissenschaften (RAN)), im Timirjasew-Institut für Pflanzenphysiologie der AN-SSSR, im Institut für Biophysik der AN-SSSR, im Kurtschatow-Institut, im Institut für Medizinisch-Biologische Probleme der AN-SSSR und auch in verschiedenen Raumfahrt-Einrichtungen. Sie stand in engem Kontakt mit Michail Sergejewitsch Nawaschin, Mark Leonidowitsch Belgowski, Nikolai Petrowitsch Dubinin, Iossif Abramowitsch Rapoport und Dmitri Konstantinowitsch Beljajew.
Seit Beginn der sowjetischen Raumfahrt war Delone an der Entwicklung der Forschungsprogramme beteiligt. Dabei arbeitete sie mit den Medizinern und Biologen W. W. Antipow, Boris Borissowitsch Jegorow, Oleg Georgijewitsch Gasenko und Anatoli Iwanowitsch Grigorjew zusammen. Sie stand in engem Kontakt mit den Wostok- und Woschod-Besatzungen. Pawel Romanowitsch Popowitsch und Boris Borissowitsch Jegorow führten für sie Experimente durch und waren dann Koautoren der resultierenden Veröffentlichungen Delones.
In den 1970er und 1980er Jahren lehrte Delone 15 Jahre lang am Lehrstuhl für Genetik der Medizinisch-Biologischen Fakultät des 2. Medizinischen Instituts in Moskau. Sie arbeitete dort mit Alexander Alexandrowitsch Malinowski zusammen.
Delone starb am 23. Juli 2024 im Alter von 100 Jahren in Moskau.

## Ehrungen
- Medaille „Für heldenmütige Arbeit im Großen Vaterländischen Krieg 1941–1945“
- Orden des Roten Banners der Arbeit (1990 zusammen mit einer Gruppe von Genetikern)[8]